# 東宿毛駅
東宿毛駅（ひがしすくもえき）は、高知県宿毛市中央八丁目にある、土佐くろしお鉄道（TKT）宿毛線の駅である。駅番号はTK46。
早稲田・梓駅（わせだ・あずさえき）という愛称が付いている。

## 歴史
宿毛線計画時は「宿毛駅」として計画されていた。

### 年表
- 1997年（平成9年）10月1日：土佐くろしお鉄道宿毛線の駅として開設[1][2]。
- 2005年（平成17年）
  - 3月2日：土佐くろしお鉄道宿毛駅衝突事故発生、宿毛線全線運休。
  - 4月7日：当駅 - 中村駅間で普通列車のみ営業運転再開。宿毛駅 - 当駅間はバス代行輸送。
  - 6月13日：当駅 - 中村駅間特急運行再開、当駅に臨時停車開始。
  - 11月1日：宿毛駅 - 当駅間運行再開に伴い、臨時停車終了。

## 駅構造

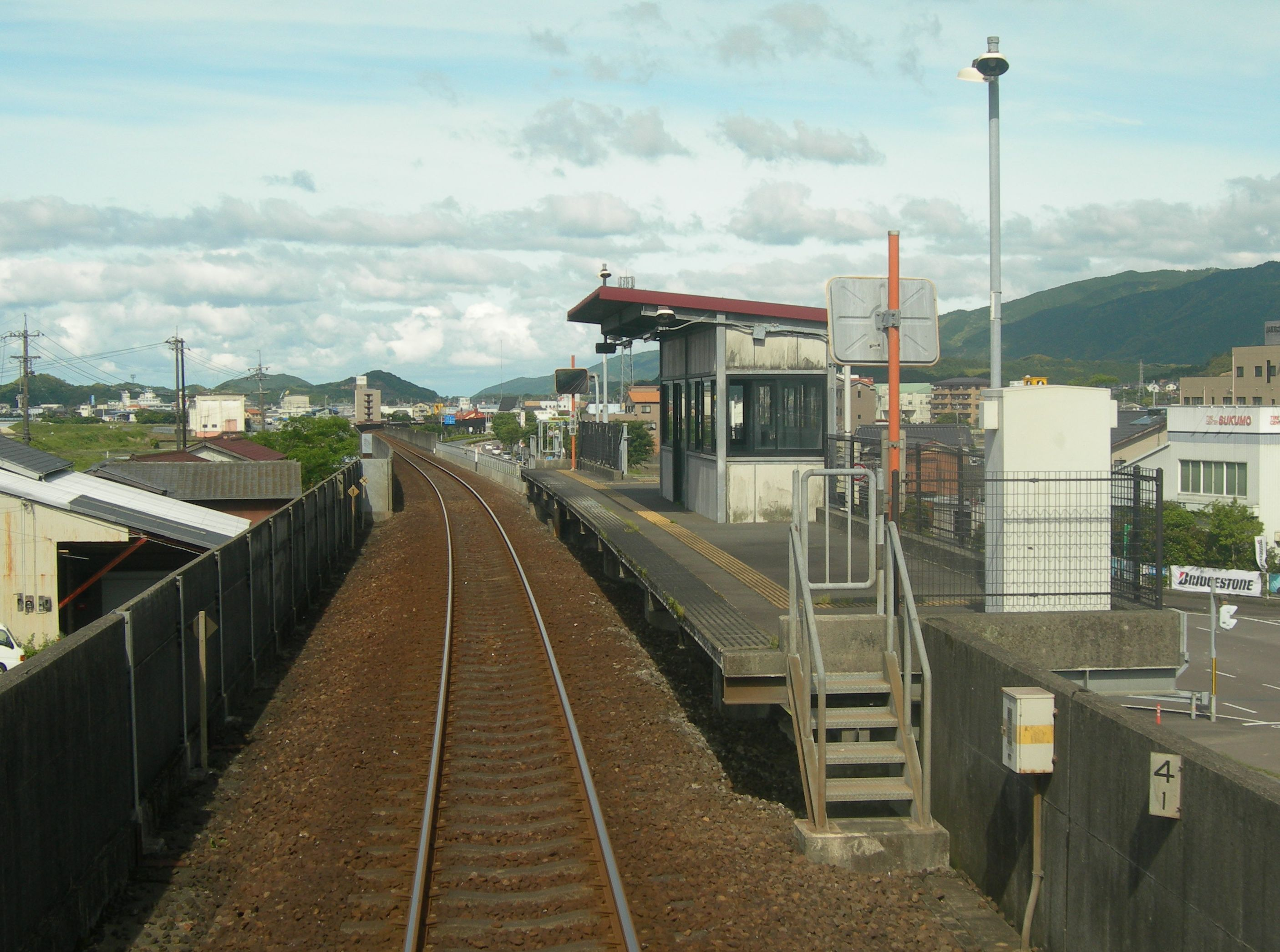
ホーム

単式ホーム1面1線を有する高架駅。目立った駅舎は無い。
無人駅。なお、2005年3月の土佐くろしお鉄道宿毛駅衝突事故のため、宿毛駅 - 当駅間が不通となっていた間は有人駅であり、特急も臨時停車扱いで停車していた。

## 利用状況
近年の1日平均乗降人員の推移は以下の通り。
| 乗降人員推移 | 乗降人員推移 |
| 年度         | 1日平均人数  |
| ------------ | ------------ |
| 2011年       | 32           |
| 2012年       | 35           |
| 2013年       | 37           |
| 2014年       | 39           |
| 2015年       | 38           |
| 2016年       | 38           |
| 2017年       | 28           |
| 2018年       | 26           |
| 2019年       | 24           |

## 駅周辺
宿毛市街へは宿毛駅よりも当駅からの方が近い。
- 高知県宿毛警察署
- 幡多西部消防組合消防本部・宿毛消防署
- 宿毛郵便局
- 宿毛市立宿毛小学校

※以前は宿毛市役所の最寄駅であったが、同役所移転に伴い、宿毛駅が最寄となった。

## 隣の駅
土佐くろしお鉄道
■宿毛線
平田駅 (TK45) - 東宿毛駅 (TK46) - 宿毛駅 (TK47)